# Леополд Клеменс Карл Лотарингски
Леополд Клеменс Карл Лотарингски (на немски: Leopold Clemens Karl von Lothringen; * 25 април 1707, дворец Люневил; † 4 юни 1723, Люневил) е наследствен принц от Лотарингия (10 май 1711 – 4 юни 1723).

## Биография
Той е третият син на херцог Леополд от Лотарингия (1679 – 1729) и съпругата му Елизабет Шарлота Бурбон-Орлеанска (1676 – 1744), дъщеря на херцог Филип I Орлеански и Елизабет Шарлота фон Пфалц.
След смъртта на по-големия му брат през 1711 г. Леополд Клеменс става наследствен принц, но умира само на 16 години от едра шарка.
На 9 години той притежава през 1716 г. императорски полк „Алт-Лотринген“. През 1722 г. Леополд става херцог на Херцогство Тешин, получено от баща му от император Карл VI. През 1723 г. той е изпратен за възпитание в императорския двор във Виена при братовчеда на баща му Карл VI. Планува се негова вероятна женитба с ерцхерцогиня Мария Терезия, за да се закрепи връзката между фамилиите Хабсбург и Лотарингия.
Леополд се връща в Люневил, където върлува епидемията едра шарка. Той се разболява и умира на 4 юни 1723 г. Погребан е в херцогската гробница в църквата Сен Франсоа де Корделиер в Нанси. Награден е с ордена Златното руно.
По-малкият му брат Франц I Стефан (* 1708, † 1765) става наследствен принц и по-късно съпруг на ерцхерцогиня Мария Терезия от Австрия.